# Ploemeur
 Ploemeur  o Plœmeur (en bretón Plañvour) es una población y comuna francesa, situada en la región de Bretaña, departamento de Morbihan, en el distrito de Lorient y cantón de Ploemeur.
En 1901 se le segregó Keryado (unida a Lorient en 1947) y en 1925, Larmor-Plage.

## Demografía
| 5 546 | 4 590 | 5 636 | 5 984 | 6 993 | 6 792 | 7 840 | 8 413 | 8 655 | 9 219 | 9 997 | 10 037 | 10 600 | 10 840 | 11 845 | 12 413 | 13 105 | 9 713 | 9 371 | 10 166 | 9 582 | 7 571 | 8 039 | 9 547 | 7 299 | 6 268 | 6 404 | 7 089 | 9 565 | 13 455 | 17 637 | 18 304 | 18 509 |
| Para los censos de 1962 a 1999 la población legal corresponde a la población sin duplicidades (Fuente: INSEE [Consultar]) |       |       |       |       |       |       |       |       |       |       |        |        |        |        |        |        |       |       |        |       |       |       |       |       |       |       |       |       |        |        |        |        |